# لوکنوالده
شهر لوکنوالده (به آلمانی: Luckenwalde) در ایالت برندنبورگ در کشور آلمان واقع شده‌است.